# Скопление Дикая Утка
Скопле́ние Ди́кая У́тка (англ. Wild Duck Cluster, также известное как М 11, Мессье 11 или NGC 6705) — рассеянное звёздное скопление в созвездии Щита, которое находится на расстоянии 6000 световых лет от нас.

## История открытия
Скопление было открыто немецким астрономом Готфридом Кирхом в 1681 году. В его телескоп оно выглядело как туманное пятнышко, и лишь в 1733 году английским священником и астрономом Уильямом Деремом в нём были обнаружены отдельные звёзды. Шарль Мессье включил его в свой каталог в 1764 году.

## Интересные характеристики
Скопление Дикая Утка является одним из самых плотных и наиболее компактных скоплений из известных; содержит около 2900 звёзд. Возраст скопления оценивается в 220 миллионов лет. Его поперечник составляет почти 20 световых лет.

## Наблюдения

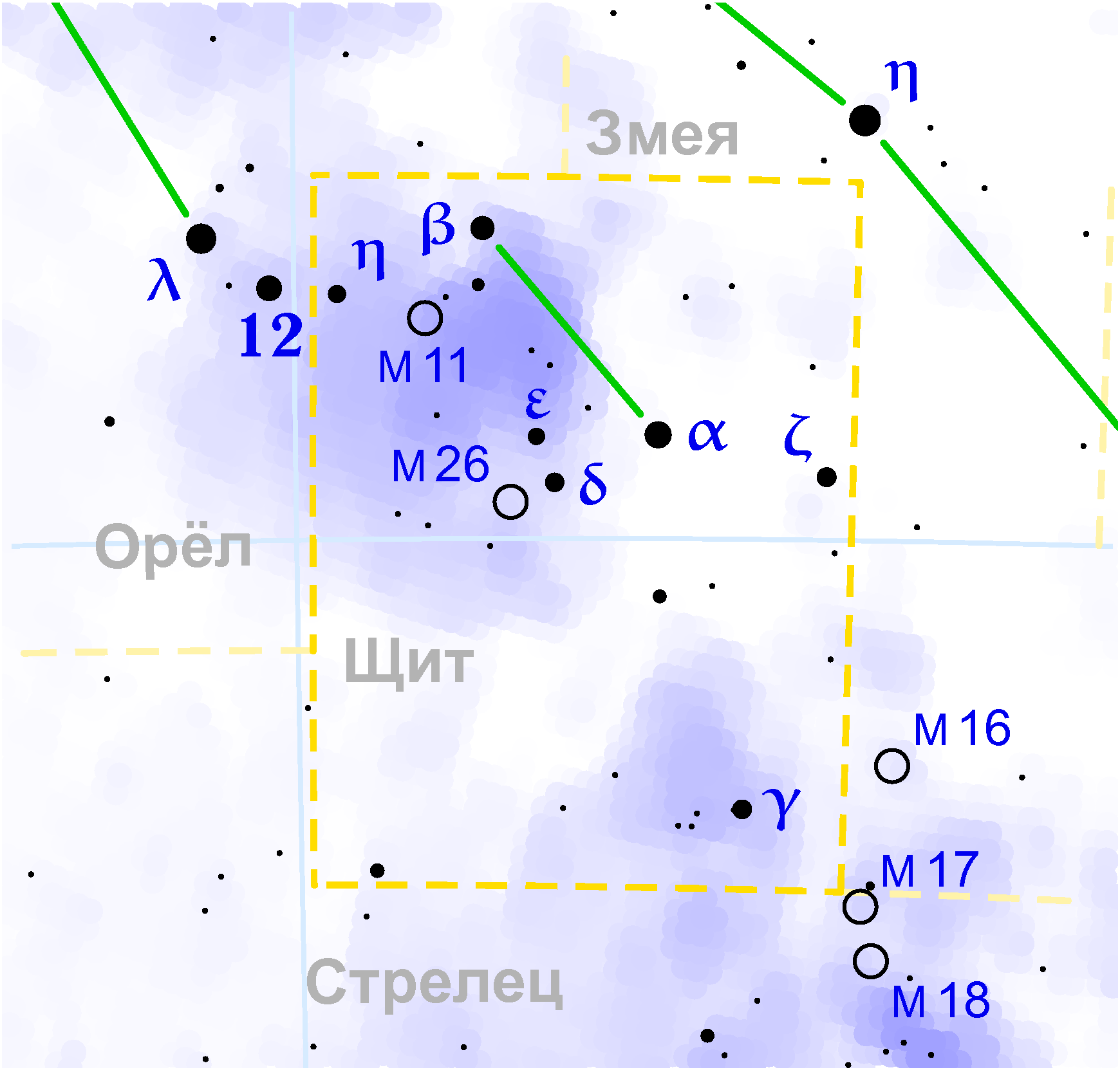
Скопление Дикая Утка находится в созвездии Щита

Это скопление — самый яркий объект в Щите, небольшом летнем созвездии, находящимся между Орлом и Змеёй. Всё созвездие — одно большое облако звёзд Млечного Пути, окаймленное тёмными пылевыми рукавами. Под хорошим ясным и незасвеченном небом M 11 в виде туманной «звёздочки» можно попытаться найти и невооруженным глазом — на полпути от Лямбды Орла к Альфе Щита. Хорошо заметно скопление в бинокль. Но в телескоп даже и небольшой апертуры (100—127 мм) на северо-западной периферии скопления становится виден тёмный силуэт утки с расправленными крыльями, которая и дала название объекту. В центральной части этого скопления звёзды выстраиваются в правильно-прямоугольном порядке. В скоплении очень много звёзд, и оно больше похоже на шаровое, чем на рассеянное.
Соседи по небу из каталога Мессье
- M 26 — (к югу) не очень богатое звёздами рассеянное скопление;
- M 16 — (на юго-запад, уже в Змее) рассеянное скопление характерной формы, из-за которой оно названо «Орлом», погружённое в невысокой яркости туманность;
- M 17 — (ещё южнее, в Стрельце) яркая туманность Омега, которую также иногда называют «Уткой» или «Лебедем».

Последовательность наблюдения в «Марафоне Мессье»
…M 62 → M 19 → M 11 → M 39 → M 26…

## Изображения
- Галактическая долгота 27,307°
- Галактическая широта −2,776°
- Расстояние 6200 св. лет